# Rick Bowness
Richard Gary „Rick“ Bowness (* 25. Januar 1955 in Moncton, New Brunswick) ist ein ehemaliger kanadischer Eishockeyspieler und -trainer. Während seiner aktiven Profikarriere spielte der rechte Flügelstürmer in der National Hockey League für die Atlanta Flames, Detroit Red Wings, St. Louis Blues und Winnipeg Jets, kam allerdings hauptsächlich in Minor Leagues zum Einsatz. In der NHL war er anschließend für eine Vielzahl von Teams als Chef- oder Assistenztrainer tätig, so hält der Kanadier seit 2017 den Rekord für die meisten in diesen Funktionen absolvierten Spiele in der NHL.

## Karriere

### Als Spieler
Rick Bowness spielte in seiner Jugend von 1972 bis 1975 für die Remparts de Québec und die Bleu-Blanc-Rouge de Montréal in der Ligue de hockey junior majeur du Québec (LHJMQ), bevor er im NHL Amateur Draft 1975 an 26. Position von den Atlanta Flames ausgewählt wurde. Bei den Flames etablierte sich der rechte Flügelstürmer jedoch nicht, sondern kam stattdessen hauptsächlich bei deren Farmteams zum Einsatz, den Tulsa Oilers aus der Central Hockey League (CHL) sowie den Nova Scotia Voyageurs aus der American Hockey League (AHL). In der Folge gab ihn Atlanta im August 1977 für eine finanzielle Kompensation an die Detroit Red Wings ab, bei denen der Kanadier anschließend 1977/78 seine einzige komplette NHL-Saison absolvierte. Dennoch schickten ihn die Red Wings bereits im Oktober 1978, ebenfalls für eine monetäre Gegenleistung, zu den St. Louis Blues.
Auch in St. Louis kam Bowness nicht regelmäßig zu NHL-Einsätzen, sondern stand hauptsächlich für die Salt Lake Golden Eagles in der CHL auf dem Eis. Nach zwei Saisons wurde er im Tausch für Craig Norwich zu den Winnipeg Jets transferiert, für die er 1980/81 mit 25 Scorerpunkten aus 45 Spielen seine statistisch beste Spielzeit bestritt. Bereits im nächsten Jahr lief er allerdings wieder, von einem Playoff-Spiel abgesehen, für die Tulsa Oilers auf. Von 1982 bis 1984 ließ der Angreifer seine Karriere bei den Jets de Sherbrooke in der AHL ausklingen. Insgesamt absolvierte er 173 NHL-, 88 AHL- sowie 336 CHL-Spiele.

### Als Trainer
Bereits in seiner letzten AHL-Saison 1982/83 fungierte Bowness parallel als Spieler und Trainer der Jets de Sherbrooke. Nach einem Jahr Pause wechselte er in den Trainerstab von deren NHL-Kooperationspartner, der Winnipeg Jets, und war dort drei Jahre als Assistenztrainer tätig. 1987 übernahm er das neue AHL-Farmteam der Jets aus seiner Heimatstadt, die Moncton Hawks, bevor er Mitte der Saison 1989/90 zu seinem ersten Cheftrainerposten in der NHL kam, als er Dan Maloney bei den Winnipeg Jets ablöste und das Team bis zum Saisonende betreute. Anschließend kehrte der Kanadier in die AHL zurück und trainierte zwei Spielzeiten die Maine Mariners, ehe er zur Saison 1991/92 abermals in die NHL aufstieg und Headcoach der Boston Bruins wurde. Mit den Bruins erreichte er in den Playoffs das Conference-Finale, wurde nach diesem Jahr allerdings trotzdem durch Brian Sutter ersetzt.
Mit seinem Engagement in Boston hatte sich Bowness allerdings als Trainer einen Namen gemacht, sodass ihn die neu gegründeten Ottawa Senators zum ersten Trainer ihrer NHL-Historie machten. Sportlich war das neue Franchise allerdings kaum konkurrenzfähig, so gewann das Team mit ihm hinter der Bande in den nächsten etwas mehr als drei Jahren nur 39 von 235 Spielen; im November 1995 wurde er entlassen und durch Dave Allison ersetzt. Wenig später übernahm Bowness allerdings bereits die Position des Assistenztrainers bei den New York Islanders, die er anschließend von Januar 1997 bis fast zum Ende der Spielzeit 1998/99 ebenfalls als Headcoach betreute.
Nach einem Jahr Unterbrechung wurde Bowness zur Saison 1999/00 als neuer Assistenztrainer bei den Phoenix Coyotes vorgestellt, bei denen er in der Folge sieben Jahre tätig war, davon in der Spielzeit 2003/04 20 Spiele als Interims-Cheftrainer. 2006 verließ der Kanadier das Team und heuerte in gleicher Position bei den Vancouver Canucks an. In Vancouver war er ebenfalls sieben Jahre tätig, wobei er unter der Leitung von Alain Vigneault 2011 das Stanley-Cup-Finale mit dem Team erreichte. Im Mai 2013 wurde der gesamte Trainerstab entlassen, wobei Bowness nur einen Monat später in den Tampa Bay Lightning einen neuen Arbeitgeber fand; ebenfalls als Assistenztrainer.
Nachdem Bowness knapp 30 Jahre fast ununterbrochen als Trainer aktiv gewesen war, stellte er im Februar 2017 mit seinem 2.165 absolvierten NHL-Spiel als Chef- oder Assistenztrainer einen neuen Rekord auf. Er überholte damit Scotty Bowman, der allerdings deutlich mehr Partien als Headcoach bestritten hatte.
Nach der Saison 2017/18 erhielt Bowness keinen weiterführenden Vertrag in Tampa und wurde im Juni 2018 in gleicher Position als Assistent von Jim Montgomery bei den Dallas Stars vorgestellt. Dort übernahm er im Dezember 2019 interimsweise Montgomerys Funktion als Cheftrainer, nachdem dieser aufgrund unprofessionellen Verhaltens entlassen wurde. Die Stars führte er in den folgenden Playoffs 2020 bis ins Endspiel um den Stanley Cup, unterlag dort allerdings seinem früheren Arbeitgeber, den Tampa Bay Lightning, mit 2:4. In der Folge wurde Bowness im Oktober 2020 fest als Cheftrainer angestellt und verlor somit den Interimsstatus. Nach der Saison 2021/22 trat er im Mai 2022 von seiner Funktion zurück. Im Juli 2022 unterschrieb Bowness dann einen neuen Zweijahresvertrag als Cheftrainer bei den Winnipeg Jets, dem neuen Franchise gleichen Namens, und kehrte somit an seine alte Wirkungsstätte in Manitoba zurück. Die Jets betreute er bis zum Ende der Saison 2023/24 und verkündete anschließend im Mai 2024 das Ende seiner Trainerkarriere. Seine Nachfolge trat Scott Arniel an.

## Karrierestatistik

### Spielerstatistik
(Legende zur Spielerstatistik: Sp oder GP = absolvierte Spiele; T oder G = erzielte Tore; V oder A = erzielte Assists; Pkt oder Pts = erzielte Scorerpunkte; SM oder PIM = erhaltene Strafminuten; +/− = Plus/Minus-Bilanz; PP = erzielte Überzahltore; SH = erzielte Unterzahltore; GW = erzielte Siegtore; 1 Play-downs/Relegation; Kursiv: Statistik nicht vollständig)

### NHL-Trainerstatistik
(Legende zur Trainerstatistik: Sp oder GC = Spiele insgesamt; W oder S = erzielte Siege; L oder N = erzielte Niederlagen; T oder U = erzielte Unentschieden; OTL oder OTN = erzielte Niederlagen nach Overtime oder Shootout; Pts oder Pkt = erzielte Punkte; Pts% oder Pkt% = Punktquote; Win% = Siegquote; Resultat = erreichte Runde in den Play-offs)

## Persönliches
Bowness ist verheiratet und Vater dreier Kinder. Sein Vater Bob Bowness (1956–1958 für die Indianapolis Chiefs) und sein Sohn Ryan Bowness (2008/09 für die Ontario Reign) waren ebenfalls professionelle Eishockeyspieler.